# Марково-Равниште
Марково-Равниште (болг. Марково равнище) — село в Болгарии. Находится в Врачанской области, входит в общину Роман. Население составляет 6 человек.

## Политическая ситуация
Марково-Равниште подчиняется непосредственно общине и не имеет своего кмета.
Кмет (мэр) общины Роман — Красимир Петков Петков (независимый) по результатам выборов в правление общины.